# Jacques Gélu
Pour les articles homonymes, voir Gelu.
Jacques Gélu (ou Gelu), né à Yvois vers 1376 et mort à Embrun le 7 septembre 1432, est un prélat français  du XVe siècle, archevêque de Tours puis archevêque d'Embrun. Il fut l'ambassadeur de l'empereur du Saint-Empire, du roi de France et du pape pour différentes missions diplomatiques.

## Biographie
D'origine obscure, Jacques Gélu est né à Yvois, dans le diocèse de Trèves, entre 1371 et 1376. Il fait ses classes à Paris et y devient maître ès arts en 1391. Il est reçu bachelier ès décrets en 1395. Le 11 mars 1401 il est reçu licencié ès lois de l'université d'Orléans, et est pourvu le 29 mars 1402 d'une chaire de jurisprudence dans cette faculté des décrets.
Louis Ier d'Orléans, duc d'Orléans, frère du roi Charles VI, instruit de son mérite, le créa maître des requêtes de son hôtel, le 14 décembre 1402.
Un office de conseiller au parlement de Paris ayant été mis au concours, Gélu l'emporta sur quatorze concurrents, le 26 avril 1405. Il est reçu par Jacques de Ruilly président du Châtelet.
Le duc d'Orléans, son protecteur ayant été assassiné le 28 novembre 1407, Charles VI nomme Jacques Gélu au service des princes Jean et Charles, qui portèrent successivement le titre de dauphin.
Au mois de juin 1407, il est nommé président du Conseil delphinal, charge qu'il remplit jusqu'en novembre 1409. Il signe, avec d'autres officiers du Conseil et Guillaume de Layre, gouverneur du Dauphiné, le traité du 26 septembre 1408 entre le dauphin et Téodat de Lestang, évêque de Saint-Paul-Trois-Châteaux, par lequel le dauphin est admis au paréage de la ville. Il est remplacé au Conseil delphinal en 1409 par Guillaume Gelinon. Le 19 janvier 1409, Jacques Gélu écrit à l'archevêque Michel Étienne et au chapitre canonial d'Embrun pour obtenir le premier canonicat vacant.
Le 5 octobre 1414, le dauphin, à qui le roi avait confié l'administration de toutes les finances du royaume, l'établit général des finances.

### Archevêque de Tours (1414-1427)

#### Le concile de Constance
Jacques Gélu est nommé archevêque de Tours le 7 novembre 1414, « en présence de 17 cardinaux, dans la ville de Constance, en Allemagne, où le concile se trouvait pour lors assemblé » lors de sa première session. Il fait son entrée solennelle dans la ville le 8 avril 1415, et repart fin mai 1415 pour les autres sessions du concile de Constance, qui durera jusqu'en 1418, lors duquel l'antipape Benoît sera déposé. En 1415, il est à Perpignan avec l'empereur Sigismond pour induire Pierre de Lune (Pedro de Luna), l'antipape Benoît XIII, à donner sa démission et faire cesser le schisme dans l'Église.

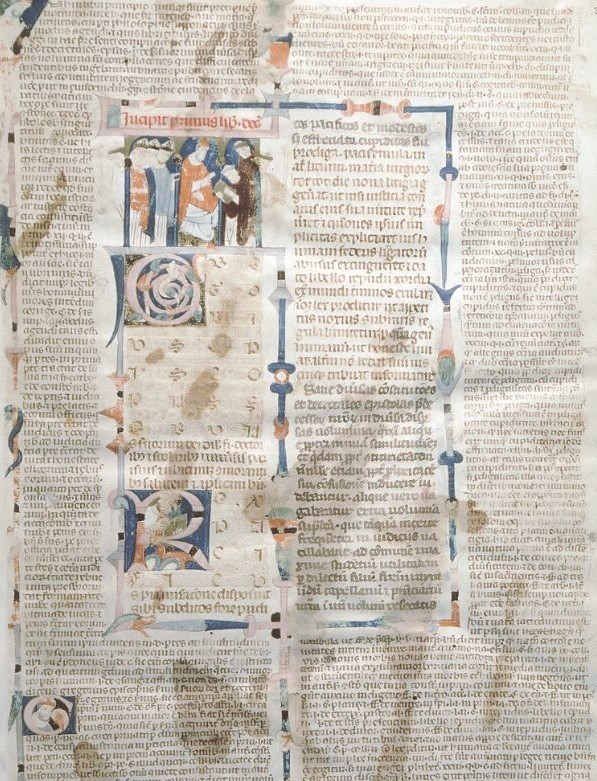
Exemplaire des Décrétales (vers 1280) à l'usage de Gélu.

Le concile ayant statué qu'il serait adjoint aux cardinaux, pour l'élection du nouveau pape, cinq députés de chaque nation, Jacques Gélu est du nombre des cinq prélats français. Il est donc député pour participer au conclave qui élit Martin V (11 novembre 1417), où il obtient même 8 voix pour lui-même. Fin mars ou début avril 1418, il apporte au gouvernement du roi la garantie de la validité de l’élection d’Oddo Colonna au souverain pontificat. De plus, le pape apporte un message de paix et d’estime à l’égard du « roi très-chrétien ». Le 14 avril 1418, au cours d’une messe célébrée par Jacques Gélu, le dauphin reconnaît officiellement en présence du comte Luc Fieschi la validité de l’élection de Martin V.
Des manuscrits richement enluminés lui ayant appartenu à l'époque, telles les Décrétales de Grégoire IX, sont aujourd'hui encore conservés.

#### L'ambassadeur de la paix
Depuis 1418, Jacques Gélu se montre notoirement favorable au dauphin Charles, à tel point que les Bourguignons cherchent à le tuer. C'est ainsi que le 29 mai 1418, il fuit Paris avec le dauphin pour échapper aux partisans du duc de Bourgogne qui ont été introduits dans la ville.
En janvier 1419, il quitte Tours pour se rendre par voie maritime en Espagne auprès du roi de Castille, afin de solliciter des secours pour le dauphin-régent : 20 galères et 60 gros navires. Il est de retour le 3 juin 1420. Mais le traité de Troyes (1420) ruine ses efforts. Il écrit alors au roi Henri V pour le raisonner et le rappeler au respect dû à son royal beau-frère. Il rencontre à Redon le duc de Bretagne (dont le duché relève de sa juridiction métropolitaine de Tours) pour l'inciter à se ranger définitivement dans le camp des Armagnacs, puis rédige une sorte de « lettre ouverte » adressée à tous les seigneurs et barons bretons, mais sans succès.
Fin septembre 1421, il se rend à Rome, d'où le pape Martin V l'envoie en mission vers Jeanne, reine de Naples, et le roi d'Aragon Alphonse V, pour rétablir la paix entre eux et le roi Louis III d'Anjou au sujet de leur prétention à la couronne de Naples.

### Archevêque d'Embrun (1427-1432)
Au mois de juillet 1426, il permute avec Philippe de Coëtquis pour l'archevêché d'Embrun, dont il était déjà chanoine depuis 1409. Il devient ainsi archevêque-prince d'Embrun, comte de Beaufort et de Guillestre, avec droit de frapper monnaie.

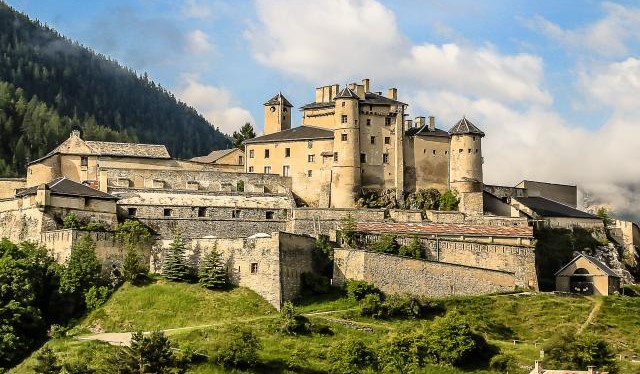
Fort-Queyras.

Transféré au Sud-Est du royaume, il quitte les cercles de pouvoir et goûte alors une certaine retraite dans les Alpes, où il s'investit dans la vie spirituelle de son territoire. Il commence par dresser la liste officielle de ses prédécesseurs. Il réside à Guillestre, d'où il réforme son diocèse et en rédige l'histoire. Il visite les paroisses et y prêche en langue locale, exhorte son clergé, mène des travaux d'église et fait intervenir l'inquisiteur contre les Vaudois des vallées.
Grand politique, c'est aussi un homme de foi et d'espérance. Il rédige son autobiographie : Vita Jacobi Gelu ad annum 1421 ab ipso conscripta, qui est un hymne d'action de grâce rendu à Dieu pour les bienfaits qu'il en a reçus.

#### Le défenseur de Jeanne d'Arc
Depuis son observatoire alpin, il s'inquiète toujours de l'évolution des événements politiques lorsqu'au printemps 1429, deux de ses correspondants : Jean Girard, président au parlement de Grenoble (qui lui succèdera sur le siège archiépiscopal d'Embrun), et Pierre l'Ermite, chanoine de Tours et conseiller intime du dauphin, lui parlent d'une pucelle de 17 ans, messagère de bons présages. Les minutes conservées de lettres de Gélu fournissent la première mention de l'arrivée de Jeanne d'Arc à Chinon (25 février 1429).
Au début, Jacques Gélu appelle à la prudence et conseille jeûnes et prières pour obtenir un éclairage divin, tout en recommandant que ladite jeune fille soit examinée de près. Mais en arrière-fond, il veut croire à une intervention divine, comptant sur la miséricorde de Dieu pour la France. C'est à Poitiers que Jeanne d'Arc subissait dans le même temps un examen approfondi, où les théologiens se prononçaient favorables à sa mission.

1^{ère} page du traité de Gélu conservé aux Archives de l'Isère (cote Ms 3139).

Apprenant la victoire d'Orléans (8 mai 1429), il n'y a plus de doute pour lui : « Jehanne est l'envoyée de Dieu au dauphin pour être comme son ange ». En juin 1429, il rédige un traité appelé De adventu Johanne (De la venue de Jeanne), dans lequel il cherche à défendre la mission divine de Jeanne d'Arc. Le traité commence par ces mots : « Les merveilles qui viennent de s'opérer pour l'éternelle gloire de Votre Altesse et la Maison de France retentissent à toues les oreilles ; une toute jeune fille en est l'instrument. Les doctes se partagent : les uns y voient l'effet d'une providence (...), les autres regardent la Pucelle comme le jouet de l'esprit du mal ». Il conclut, paraphrasant saint Paul (1 Cor. 1, 27) : « Dieu choisit ce qui est faible pour confondre les forts », et ainsi : « Nous voudrions que le roi s'y conformât comme à un avertissement inspiré par Dieu pour l'exécution de la mission confiée ».
Sans doute écrit à la demande de la cour de Charles VII, il y fait preuve de sa maîtrise des méthodes scolastiques et théologiques, telles qu'on les retrouve dans la Somme théologique de saint Thomas d'Aquin. Son plan suit les quatre causes définies par Aristote dans ses ouvrages de logique, en posant cinq questions auxquelles il répond point par point avec rigueur intellectuelle : 
1. Convient-il à la Majesté divine de s'entremettre particulièrement dans les œuvres d'un homme ou d'un royaume ? (cause finale) ;
2. Doit-elle agir par les anges plutôt que par les hommes ? (cause matérielle, 1ère partie) ;
3. Convient-il à la divine Sagesse de confier à une femme des œuvres naturellement réservées à l'homme ? (cause matérielle, 2nde partie) ;
4. Peut-on distinguer l'œuvre de Dieu de l'œuvre de Satan, et à quels signes ? (cause efficiente) ;
5. Alors qu'une œuvre doit s'accomplir par disposition divine, faut-il agir sans tenir compte des règles de la prudence humaine ? (cause formelle).

Le résumé de ses réponses tient en ceci : 
1. Nous pouvons attendre le secours de Dieu de sa clémence et de sa justice (en s'appuyant sur des exemples piochés dans l'Ancien Testament) ;
2. Dieu montre bien mieux sa puissance en dissipant de puissantes armées par une femme qu'en leur opposant des armées plus nombreuses et plus aguerries ;
3. Tout ce que Dieu fait est bien fait. Il a établi des lois générales mais il ne s'y est pas astreint, notant par ailleurs que les femmes sont souvent le véhicule des mystères sacrés ;
4. Nous pouvons juger par les œuvres extérieures qui sont le reflet de l'âme, or il est de notoriété publique que Jehanne est une fille vertueuse ;
5. Il faut prendre garde de ne pas s'opposer à Dieu à travers son envoyé, mais lui obéir entièrement.

Pourtant, Jacques Gélu n'aura jamais l'occasion de rencontrer la Pucelle d'Orléans. Ayant appris que Jeanne était capturée, il écrit de nouveau au roi Charles VII pour lui demander, outre des prières publiques pour obtenir la délivrance de la Pucelle, de n’épargner « aucun moyen, ni argent ni quelque prix que ce soit » sous peine d’être taxé d’ingratitude.
Mais son traité n'aura pas le même impact que celui du chancelier Jean de Gerson, qui défendait également avec force Jeanne d'Arc. Il est remarquable que dans le même temps, en juin 1429, le théologien allemand Henri de Gorkum rédigeait un mémoire sur la Pucelle d'Orléans avec la même démarche intellectuelle thomiste et intitulé Sur une certaine jeune fille qui autrefois chevaucha en France.

En 1431, le pape Eugène IV le consulte à propos du concile de Bâle. Un historien relève : « On le regardait comme un oracle infaillible qu’on s’empressait de consulter ».

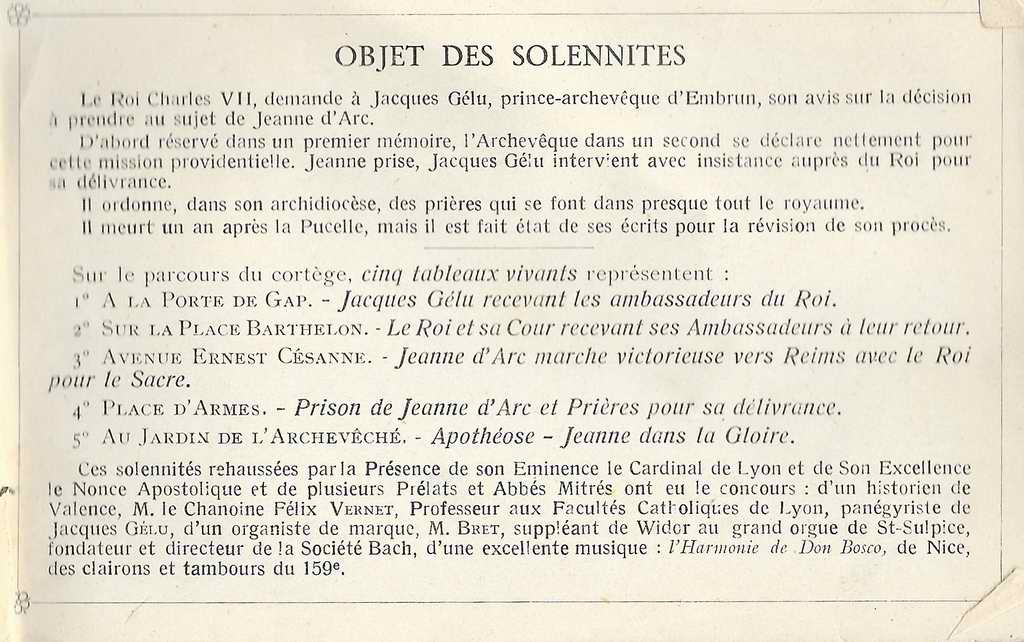
Programme des festivités du 5^{e} centenaire.

L'année qui suit le supplice de Jeanne d'Arc, le 7 septembre 1432, Jacques Gélu meurt de la goutte à Embrun. L'empereur Sigismond venait de confirmer les privilèges de l'Église d'Embrun, qualifiant son archevêque de « conseiller du palais impérial, dévot fidèle et très aimé de Nous ».
Les 30 et 31 juillet 1932, des festivités religieuses sont organisées à Embrun pour le 5e centenaire de sa mort, en présence du nonce apostolique, Mgr Maglione, de l'archevêque de Lyon, le cardinal Maurin, du maire de la ville et du sénateur Toy-Riont.

## Ses œuvres
- Apologie pour l'empereur Sigismond, le roi d'Aragon et les ambassadeurs du concile contre l'antipape Benoit XIII.
- Rerum ab antecessoribus in Ecclesia Ebrodunensi gestarum breve compendium.
- De la venue de Jeanne : Un traité scolastique en faveur de Jeanne d'Arc, édité et traduit par Olivier Hanne, Aix-en-Provence : Presses Universitaires de Provence, 2012.
- Jacobi Gelu ministri (archiepiscopi) ebredunensis de puella aurelianensi dissertatio. Epistola directa serenissimo regi francorum compilata per reverendissimum in Christo Dominum Jacobum Gelu archiepiscopum Ebredunensem super adventum Johannæ Domini Nostri Jesu Christi ancillæ præfato regi ab alto directæ, p. 567-600, (lire en ligne)